# Восьмое поколение игровых систем
Восьмое поколение игровых приставок берёт своё начало после выхода 27 марта 2011 года портативной консоли Nintendo 3DS. Игровые платформы восьмого поколения заменили консоли Xbox 360, Wii и PlayStation 3. Характерной особенностью этого поколения стало активное использование операционной системы Android как в портативных, так и в стационарных консолях.
В июне 2011 года Nintendo объявила о том, что занимается разработкой преемника Wii — Wii U. Многие журналисты позиционируют Wii U как первую домашнюю консоль восьмого поколения. Анонс преемников Xbox 360 и PlayStation 3 состоялся весной, а также на выставке E3 в 2013 году; Microsoft представила Xbox One, Sony — PlayStation 4. В 2012 году вышла Wii U, а осенью 2013 года вышли Xbox One и PlayStation 4. Предполагалось, что консоли восьмого поколения столкнутся с жёсткой конкуренцией со стороны смартфонов, планшетных компьютеров и смарт-телевизоров.

## Переход на новое поколение
Несмотря на то, что временной цикл игровых консолей предыдущих поколений длился, как правило, пять-шесть лет, цикл седьмого поколения растянулся на большее время. Переход на новое поколение стал необычным и потому, что Wii, являющаяся бестселлером своего поколения, будет первой консолью, заменённой преемником в восьмом поколении. Президент Nintendo Сатору Ивата объяснил это резким спадом продаж Wii. По словам Иваты, «рынок сейчас находится в ожидании нового от домашних консолей». Microsoft и Sony заявили, что занимаются разработкой новых игровых систем, однако считают, что Xbox 360 и PlayStation 3 изжили себя лишь наполовину и что их жизненный цикл будет составлять не менее десяти лет. По мнению Microsoft и Sony, игровые контроллеры Kinect и PlayStation Move несколько расширили возможности Xbox 360 и PlayStation 3 и тем самым повысили популярность консолей. Также представители Sony сказали, что следующая консоль будет поддерживать только загружаемые игры, и привода для оптических дисков в ней не будет, однако руководящие представители заявили, что всё же отказываются от этой идеи.

## Домашние консоли

### Wii U
Игровая консоль Wii U стала преемником Wii. Система была представлена на пресс-конференции Nintendo 7 июня 2011 года на выставке E3 2011, а выпущена осенью 2012 года.
Особенностью Wii U является новый контроллер — Wii U GamePad, который позволяет продолжить игру даже тогда, когда телевизор выключен. Контроллер будет совместим со всеми играми и контроллерами для Wii и будет также включать функцию управления движением, вместе с видеочатом. Интернет-браузинг также обещается.
Прототип Wii U был представлен на E3 в июне 2012, но дизайн консоли и контроллера не является окончательным.
Консоль поступила в продажу в США 18 ноября 2012 года и 30 ноября в Европе. Выход в Японии состоялся 8 декабря, а в России — 21 декабря 2012 года.

### PlayStation 4
PlayStation 4, PS4 — разработанная SCE четвёртая консоль в семействе систем «PlayStation». Была анонсирована на конференции «PlayStation Meeting 2013» 20 февраля 2013 года. Консоль поступила в продажу 15 ноября 2013 года в Северной Америке.

### Xbox One
Xbox One — третья по счёту игровая приставка компании Microsoft, которая последует за Xbox 360. Анонс новой консоли состоялся 21 мая 2013 года, поступила в продажу 22 ноября 2013 года.

### Сравнение
| Название                                      | Wii U | PlayStation 4 | Xbox One |
| --------------------------------------------- | --- | --- | --- |
| Компания                                      | Nintendo | Sony Computer Entertainment | Microsoft |
| Логотип                                       | | | |
| Изображение консоли                           | Wii U | | |
| Дата выхода                                   | 18 ноября 2012 года 30 ноября 2012 года 8 декабря 2012 года 21 декабря 2012 года | PlayStation 4: 15 ноября 2013 года 28 ноября 2013 года 29 ноября 2013 года 29 ноября 2013 года 22 февраля 2014 года PlayStation 4 Slim: 15 сентября 2016 года PlayStation 4 Pro: 10 ноября 2016 года                                                       | Xbox One: 22 ноября 2013 года 22 ноября 2013 года (некоторые страны) 22 ноября 2013 года 4 сентября 2014 года 26 сентября 2014 года Xbox One S: 2 августа 2016 года (в некоторых странах) 2 августа 2016 года 24 ноября 2016 года Xbox One X: 7 ноября 2017 года Xbox One S All-Digital Edition: 16 апреля 2019 года |
| Снята с производства                          | 31 января 2017 года | PlayStation 4: 15 сентября 2016 года PlayStation 4 Pro: 5 января 2021 года | Xbox One: 25 августа 2017 года Xbox One S All-Digital Edition и Xbox One X: 16 июля 2020 года Xbox One S: конец 2020 года |
| Продажи                                       | 13,56 млн (на 30 сентября 2018) | 117,2 млн (на 31 марта 2022 года) | 58,5 млн (на август 2022 года) |
| Самая продаваемая игра                        | Mario Kart 8, 7,38 млн (на 15 апреля 2017) | God of War, 19,5 млн (на 3 февраля 2022 года) | PlayerUnknown's Battlegrounds, 8 млн (на июль 2018 года) |
| Носитель                                      | Wii U Optical Disc 25 GB (однослойный), 50 GB (двухслойный) | Blu-ray Disc (до 50 GB) | Blu-ray Disc (только для установки игр на жёсткий диск) (до 100 GB) |
| Остальные медиа                               | Wii Optical Disc (4.7/8.5 GB) | DVD | Ultra HD Blu-ray (в Xbox One X), DVD, CD |
| Процессор                                     | Трёхъядерный IBM Power 750 «Espresso» 1,24 ГГц, используется 45нм техпроцесс. | Восьмиядерный AMD Jaguar 1,6 ГГц, построенный на x86-64 архитектуре, используется 28нм техпроцесс. Pro: Восьмиядерный AMD Jaguar 2,1 ГГц, построенный на x86-64 архитектуре, используется 28нм техпроцесс.                                                 | Восьмиядерный AMD Jaguar 1,75 ГГц, построенный на x86-64 архитектуре, используется 28нм техпроцесс. X: Восьмиядерный AMD Jaguar 2,3 ГГц, построенный на x86-64 архитектуре, используется 28нм техпроцесс . |
| Графический процессор                         | AMD Radeon HD 352 GFLOPS | AMD Radeon 1,84 TFLOPS (4,2 TFLOPS в PS4 Pro) | AMD Radeon 1,31 TFLOPS (1,4 TFLOPS в Xbox One S и 6 TFLOPS в Xbox One X) |
| Оперативная память                            | 2 Гб DDR3 SDRAM 1600 МГц. (В играх используется 1 Гб, 1 Гб использует ОС.) Пропускная способность 25 Гб/с. 32 MB eDRAM. | 8 Гб GDDR5 5500 МГц (6800 МГц в PlayStation 4 Pro). (В играх используется 5,5 Гб, 2,5 Гб использует ОС.) Пропускная способность 176 Гб/с (217,6 Гб/с в PlayStation 4 Pro)                                                                                  | 8 Гб DDR3 SDRAM 2133 МГц (12 Гб GDDR5 SDRAM в Xbox One X) (В играх используется 5 Гб (9 Гб в Xbox One X), 3 Гб использует ОС.) Пропускная способность 68 Гб/с (326,4 Гб/с в Xbox One X). 32 MB eSRAM (отсутствует в Xbox One X)                                                                                      |
| Память                                        | Флеш-память, расширяемая с помощью SD и USB. | Съёмный HDD 500 Гб или 1 Тб Возможно расширение памяти с помощью внешних жёстких дисков от 240 ГБ до 8 ТБ, подключаемых через USB-порт (с версии ПО 4.50)                                                                                                  | Несъёмный HDD 500 Гб, 1 или 2 Тб (для Xbox One S) (только 1 Тб для Xbox One X) Возможно расширение памяти с помощью внешних жёстких дисков от 256 ГБ до 16 ТБ, подключаемых через порт USB 3.0 8 ГБ флэш-памяти (зарезервированы под систему)                                                                        |
| Интеграция трёхмерного телевидения            | Да | Да | Да |
| Дополнительный экран                          | - Wii U GamePad - Off-TV Play | - Remote Play | - Smart Glass |
| Изображение основного игрового контроллера    | Контроллер Wii U | Контроллер PS4 | Контроллер Xbox One |
| Игровой контроллер                            | - Основной Wii U GamePad (до 2 соединений с помощью Bluetooth) - Wii Remote Plus (до 4 соединений) - Wii U Pro Controller (традиционный геймпад, схожий с Classic Controller) - Nunchuk (прикрепляется к Wii Remote Plus) - Wii Classic Controller (до 4 соединений, совместимость с Wii Remote Plus) - Wii Zapper (в том числе обновлённая версия для основного контроллера и Wii Remote Plus) - Wii Balance Board | - DualShock 4 (до 4 соединений) - PlayStation Move - PlayStation Vita - PlayStation Camera - PlayStation VR | - Контроллер Xbox One - Контроллер Xbox One Elite - Kinect 2.0 |
| Характеристики основного игрового контроллера | Управление | Управление | Управление |
| Характеристики основного игрового контроллера | - 6,2 дюйм (15.7 см) резистивный сенсорный экран формата 16:9 с разрешением 854*480 пикселей - Стилус - Фронтальная камера - Микрофон и динамики - 3-осевой акселерометр - 3-осевой гироскоп - Два аналоговых стика - Два аналоговых триггера - Кнопки: Power, Select, Start, Home, A/B/X/Y, L/R, кнопки громкости, кнопка синхронизации.                                                                           | - 3-осевой акселерометр - 3-осевой гироскоп - 2 аналоговых стика (L3, R3) - 2 аналоговых триггера (L2, R2) - 2 бампера (L1, R1) - Двухточечная мультитач сенсорная панель. - Кнопки: , , «PS», SHARE, OPTIONS, нажатие тачпада, d-pad                      | - 3-осевой акселерометр - 3-осевой гироскоп - 2 аналоговых стика (LS, RS) - 2 аналоговых триггера (LT, RT) - 2 бампера (LB, RB) - Кнопки: A, B, X, Y, «Guide», Menu, View, d-pad, |
| Характеристики основного игрового контроллера | Соединения | | |
| Характеристики основного игрового контроллера | - IR-датчик - NFC - Bluetooth | - Порт для микрофона и наушников. - microUSB 3.0 - Bluetooth 2.1 + EDR | - Встроенный микрофон и порт для наушников. - microUSB 3.0 - Bluetooth - Wi-Fi Direct |
| Характеристики основного игрового контроллера | Аккумулятор | | |
| Характеристики основного игрового контроллера | - Время работы — 3-5 часов. - Время зарядки — 2,5 часа. | - 3.7 В - 1000 мАч литий-ионная батарея - Зарядка посредством USB 3.0 | |
| Характеристики основного игрового контроллера | Вес | | |
| Характеристики основного игрового контроллера | 500 г | 210 г | 230 г |
| Характеристики основного игрового контроллера | Габариты | | |
| Характеристики основного игрового контроллера | - 259 мм × 40 мм × 134 мм | - 162 мм × 52 мм × 98 мм | - 153 мм × 61 мм × 102 мм |
| Видео                                         | - 1080p, 1080i, 720p, 480p, 576i, 480i; стандартное соотношение сторон 4:3 и 16:9, разрешение 576i и 480i^ - Поддержка аналогового AV-порта: - Поддержка композитного видеосигнала - S-Video (NTSC) - RGB SCART (PAL) - YPbPr - D-Terminal (только японская версия приставки) - Component video - HDMI ^ Разрешения выше 576i и 480i возможны только через HDMI и YPbPr                                             | - 4K (на PS4 Pro), 1080p, 1080i, 720p, 480p, 576i, 480i; стандартное разрешение экрана 4:3 и 16:9 - HDMI 2.0a (2.0b в PlayStation 4 Pro) | - 4K (на Xbox One X), 1080p, 1080i и 720p - HDMI in / HDMI out |
| Аудио                                         | - Аналоговый стерео разъём AV - Шести канальная импульсно-кодовая модуляция через линейный выход HDMI | - Аудиовыход через HDMI - Цифровой оптический аудиовыход - Стерео выход на контроллере | - Аудиовыход через HDMI - Цифровой оптический аудиовыход |
| Периферийные функции                          | - Слот для SD - 4 USB 2.0 порта (2 на передней части консоли, 2 сзади) - Bluetooth - Порт питания Sensor Bar - Порт «AV Multi Out» - Выходной разъём HDMI | - Bluetooth 2.1 + EDR (4.0 LE в PS4 Slim и Pro) - Выходной разъём HDMI - 2 USB 3.0 порта (оба на передней части консоли) (USB 3.1 Gen 1 в PS4 Slim и Pro) - Порт AUX для PS Camera - Оптический выходной порт - Порт Ethernet                              | - Bluetooth 4.0 - ИК-бластер - Выходной и входной разъёмы HDMI - 3 USB 3.0 порта (2 сзади и 1 сбоку) - Wi-Fi Direct (только на оригинальной модели Xbox One) - Порт для Kinect (только на оригинальной модели Xbox One) - Оптический выходной порт - S/PDIF (на Xbox One S и X)                                      |
| Онлайн-сервисы                                | - Nintendo Network - Miiverse - Nintendo eShop - Nintendo TVii | PlayStation Network | Xbox Live |
| Региональная блокировка                       | Да | Нет | Нет |
| Возможность использования б/у дисков          | Да | Да | Да |
| Обязательное интернет соединение              | Нет | Нет | Нет |
| Игры                                          | Список игр на Wii U | Категория:Игры для PlayStation 4 | Список игр на Xbox One |
| Обратная совместимость                        | Nintendo Optical Disc - Wii Цифровая дистрибуция - WiiWare - Виртуальная консоль в режиме Wii - Виртуальная консоль в Nintendo eShop | Оптический диск/Цифровая дистрибуция - Не совместимо с играми от PlayStation 3 в связи с несовместимостью аппаратного обеспечения. - Эмуляция некоторых игр PlayStation 2. Облачный стриминг PlayStation Now - PlayStation - PlayStation 2 - PlayStation 3 | - Эмуляция некоторых игр Xbox 360 и Xbox. |

## Портативные системы

### Nintendo 3DS
Nintendo 3DS — портативная игровая система производства Nintendo, способная создавать трёхмерный эффект изображения без использования специальных очков. Консоль поступила в продажу во всех регионах до конца финансового года Nintendo, завершившегося в конце марта 2011 . Игровая система присутствует на рынке одновременно с линейкой игровых систем Nintendo DS. Главным конкурентом Nintendo 3DS является консоль PlayStation Vita.
Анонсировав устройство 23 марта 2010 года, Nintendo представила его на E3 15 июня 2010, предложив посетителям самим опробовать новые возможности консоли. Также на презентации Nintendo был представлен ряд игр для этой консоли, таких как Super Mario 3D Land, The Legend of Zelda: Ocarina of Time 3D, Paper Mario 3D, Metal Gear Solid 3D: Snake Eater (рабочее название) издательства Konami, Resident Evil: Revelations издательства Capcom.
21 июня 2012 года Nintendo объявила о выходе обновлённой версии Nintendo 3DS — Nintendo 3DS XL (в Японии Nintendo 3DS LL). У новой версии приставки увеличен размер экрана (на 90 %, до 4.88 дюйма — верхний и до 4.18 дюйма — нижний). Габариты устройства равняются 156 x 93×22 мм.. Устройство поступило в продажу 28 июля в Европе и Японии и 19 августа в Северной Америке.

### PlayStation Vita
PlayStation Vita — портативная консоль от Sony Computer Entertainment, являющаяся преемником PlayStation Portable. Выпущена в Японии 17 декабря 2011 года, в Северной Америке и Европе — 22 февраля 2012 года.
Система была анонсирована 27 января 2011 вместе с PlayStation Suite на PlayStation Meeting 2011. До анонса консоль была известна как PSP2, о которой (как и о PlayStation Phone) было известно по слухам от сторонних разработчиков. До E3 2011 система была известна под рабочим названием Next Generation Portable (NGP).

### nVidia Shield
Портативная консоль, представленная компанией NVIDIA на CES 2013. Базируется на мобильном чипе Tegra 4 и управляется операционной системой Android.

### Сравнение
| Название                                | Nintendo 3DS | PlayStation Vita | Shield Portable                                                                             |
| --------------------------------------- | --- | --- | ------------------------------------------------------------------------------------------- |
| Компания                                | Nintendo | Sony Computer Entertainment | Nvidia                                                                                      |
| Консоль                                 | | |                                                                                             |
| Дата выхода                             | 26 февраля 2011 25 марта 2011 27 марта 2011 | 17 декабря 2011 22 февраля 2012 | 31 июля 2013                                                                                |
| Начальная цена                          | SpotPass, StreetPass и Wi-Fi включены во все версии 25 000 ¥ 249,99 US$ 230 £ 349,95 A$ | 249 $/249 €/229,99 £/24 980 ¥ — Wi-Fi 299 $/299 €/279,99 £/29 980 ¥ — Wi-Fi+3G | 299 $                                                                                       |
| Текущие цены                            | 169,99 $/€169.99/¥15,000/249,99 $ | 199,99 £/24 980 ¥ — Wi-Fi 259,99 £/29 980 ¥ — Wi-Fi+3G | 199 $                                                                                       |
| Продано штук                            | В мире: 75,7 миллионов | В мире: 10 миллионов (на 14 февраля 2015) | В мире: Неизвестно                                                                          |
| Бестселлер                              | Pokémon X/Y (15,25 миллионов копий игры) | Minecraft (2,31 миллионов копий игры) | Half Life 2                                                                                 |
| Вес                                     | 230 г | Wi-Fi-модель (260 г), 3G/Wi-Fi-модель (279 г) | 579 г                                                                                       |
| Габариты                                | 134 мм (длина) 74 мм (ширина) 21 мм (высота) | 182 мм (длина) 83,55 мм (ширина) 18,6 мм (высота) | 158 мм (длина) 135 мм (ширина) 57 мм (высота)                                               |
| Носитель                                | Nintendo 3DS Game Card (2-8 GB) | PlayStation Vita Game Card (2-4 GB) | Shield Portable Game Card (2 GB)                                                            |
| Процессор                               | Nintendo ARM | 4 core ARM Cortex-A9 MPCore | Nvidia Tegra 4 1900 МГц                                                                     |
| Графический процессор                   | DMP Pica200 | 200 MHz PowerVR SGX543MP4+ | Nvidia Tegra 4                                                                              |
| Память                                  | 128 MB FCRAM | 512 MB RAM, 128 MB VRAM | 2 ГБ                                                                                        |
| Устройства хранения данных              | - 2 GB (1,5 GB для использования) NAND - Возможность расширения до 32 GB с помощью SD - 2 GB SD-карта в комплекте | Съёмные накопители от 4 до 64 GB | - 16 ГБ - MicroSDHC от 4 до 32 ГБ                                                           |
| Дисплей                                 | Верхний: 3,53 мм, (автостереоскопический) (3D) LCD 800 × 240 пикселей (400 × 240 на каждый глаз). Нижний: 3,02 мм, QVGA 320 × 240 | 130 мм (5 дюймов) OLED 960 × 544 пикселей. | 5 мм 1280x720 пикселей                                                                      |
| Поддержка 3D                            | Да | Нет | Да                                                                                          |
| Батарея                                 | 1300 mAh, 3-5 часов, при включённых подсветке экрана, Wi-Fi, звуке и 3D-эффекте. | 2200 mAh, 3-5 часов, при включённых подсветке экрана, Wi-Fi, звуке и 3G. | 7350 мАh, 20 часов, при включённых подсветке экрана, Wi-Fi и звуке.                         |
| Связь                                   | - Интеграция 802.11b/g Wi-Fi. - IR-порт | - Интеграция 802.11 b/g/n Wi-Fi - 3G (опционально) - Bluetooth 2.1+EDR | - 4G - Bluetooth 2.1+EDR                                                                    |
| Пользовательский интерфейс              | - Аналоговый стик (2× вместе с Circle Pad Pro) - D-pad - Автостереоскопический экран формата 5:3 с поддержкой 3D (верхний) - Чувствительный резистивный экран формата 4:3 (нижний) - 3-х осевой акселерометр и 3-х осевой гироскоп - Регулятор громкости - Ползунок глубины стереоизображения - Радио - Фронтальная 2D-камера с возможностью включения 3D-эффекта - Микрофон - 12 кнопок (X, Y, A, B, L, R (ZL и ZR с Circle Pad Pro), Volume up, Volume down, Start, Select, Home, Power) | - 2 аналоговых стика - D-pad - OLED-экран формата 16:9 (сенсорный) - Rear touchpad - Sixaxis - Трёх-осевой электронный компас - Передняя и задняя 2D-камера - Микрофон - 12 кнопок (, , L, R, Start, Select, Home, Volume ±, Power) | - 2 аналоговых стика - D-pad - Микрофон - 12 кнопок - Сенсорный экран                       |
| Камера                                  | (VGA) 3D-камера 0.3 MP | (VGA)-камера 0.3 MP (640×480 (VGA) @ 60 Hz) | Нет                                                                                         |
| Региональная блокировка                 | Да | Нет | Нет                                                                                         |
| Онлайн-сервисы                          | - Nintendo Network - Nintendo eShop - Nintendo Letter Box - SpotPass - Miiverse - Netflix (только в Северной Америке) - Eurosport (PAL только для Океании) - Hulu Plus (только в США) - YouTube (Недоступен с 3 сентября 2019 года) | - Sony Entertainment Network - PlayStation Network - Video Unlimited - Music Unlimited - Netflix - Flickr - Foursquare - Google Maps - Facebook - Twitter - YouTube                                                                 | - Netflix - Tegra zone - Facebook - YouTube - Twitter - Steam - Google - Google Play - Hulu |
| Предварительно установленные приложения | Приложения - Health & Safety Information - Nintendo 3DS / DS Game Card - Nintendo 3DS Camera (Фото и видеокамера) - Nintendo 3DS Sound - Nintendo eShop - Mii Maker - StreetPass Mii Plaza - AR Games - Face Raiders - Activity Log - Nintendo Zone - DS Download Play - 3DS Download Play - System Settings 'Многозадачные приложения - Game Notes - Friend List - Notifications - Internet Browser - Miiverse Загружаемые приложения - Nintendo Letter Box - Eurosport (only in PAL region) - Netflix - Hulu Plus (TBD) - Pokédex 3D - Pokédex 3D Pro (заменяет существующие в настоящее время Pokédex 3D-приложения) | - Internet Browser - Friends - Group Messaging - Music - Videos - Photos - Trophies - Welcome Park - Near - Party - Activity - Maps - Content Manager - Remote Play - PlayStation Store                                             | - Netflix - Tegra zone - Facebook - YouTube - Twitter - Steam - Google - Google Play        |
| Список игр                              | Список игр на Nintendo 3DS | Список игр на PlayStation Vita | Список игр на Shield Portable                                                               |
| Обратная совместимость                  | Nintendo Game Cards - Nintendo DS Только загружаемые - DSiWare Virtual Console - Game Boy - Game Boy Color - Game Boy Advance - Game Gear - Nintendo Entertainment System | PlayStation, PlayStation Portable, PlayStation minis (только загружаемые) PlayStation 3, PlayStation 4 (дистанционное воспроизведение)                                                                                              | Нет                                                                                         |

## Микроконсоли
Микроконсоли — это стационарные консоли, которые обладают маленькими размерами и не являются домашними. Микроконсоли были только в восьмом поколении. Из них это Ouya, GameStick, Amazon Fire TV а также PlayStation TV. На данный момент из микроконсолей производится только Amazon Fire TV.

### Ouya

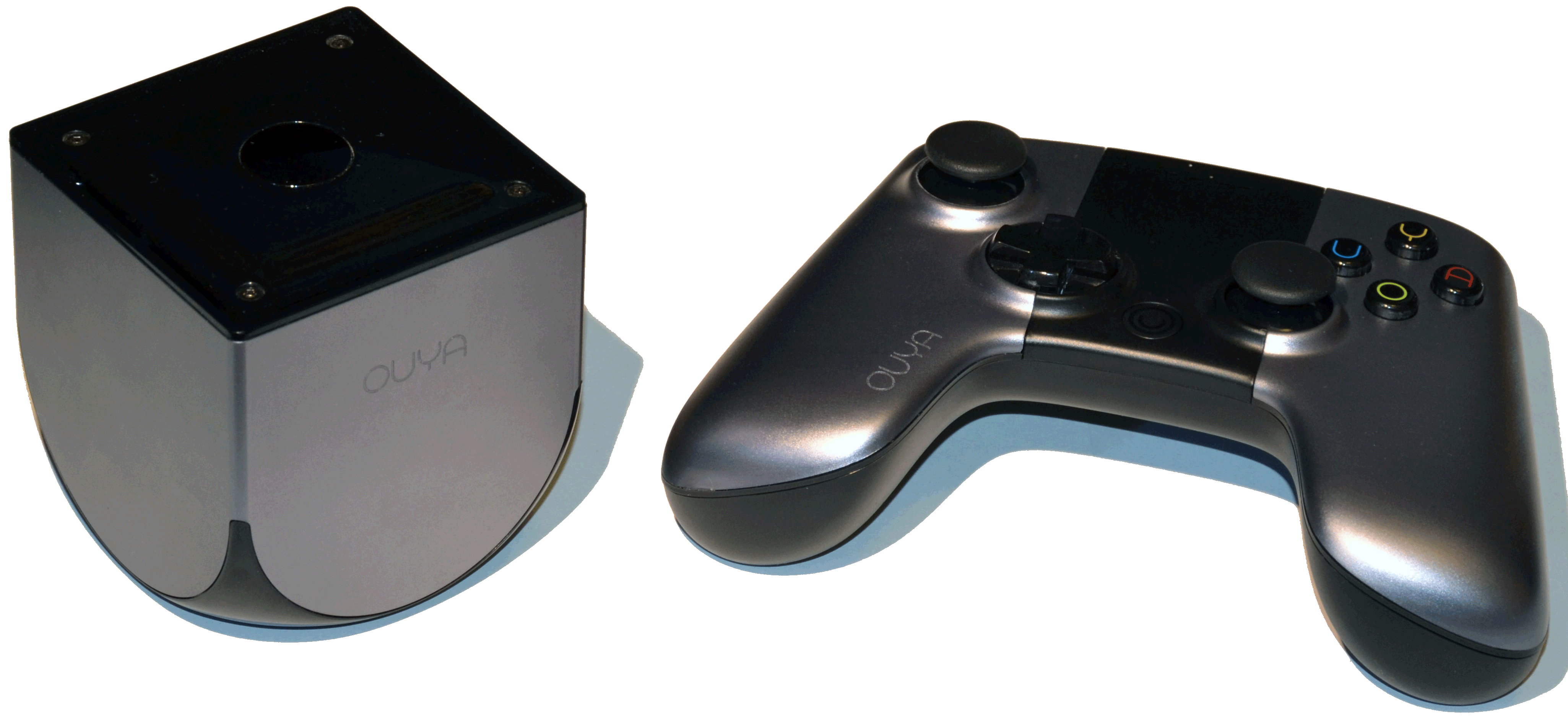
Ouya

Ouya — микроконсоль, созданная компанией Ouya inc. в 2013-м году. Использовала  операционную систему Android. Разработка консоли была профинансирована посредством краудфандинга через сайт Kickstarter. Поддержка была прекращена в 2019-м году.

### GameStick
GameStick — микроконсоль, созданная компанией PlayJam в 2013-м году. Как и OUYA, использовала Android, и была профинансирована посредством краудфандинга через Kickstarter. Поддержка была прекращена в 2017-м году.

### Amazon Fire TV

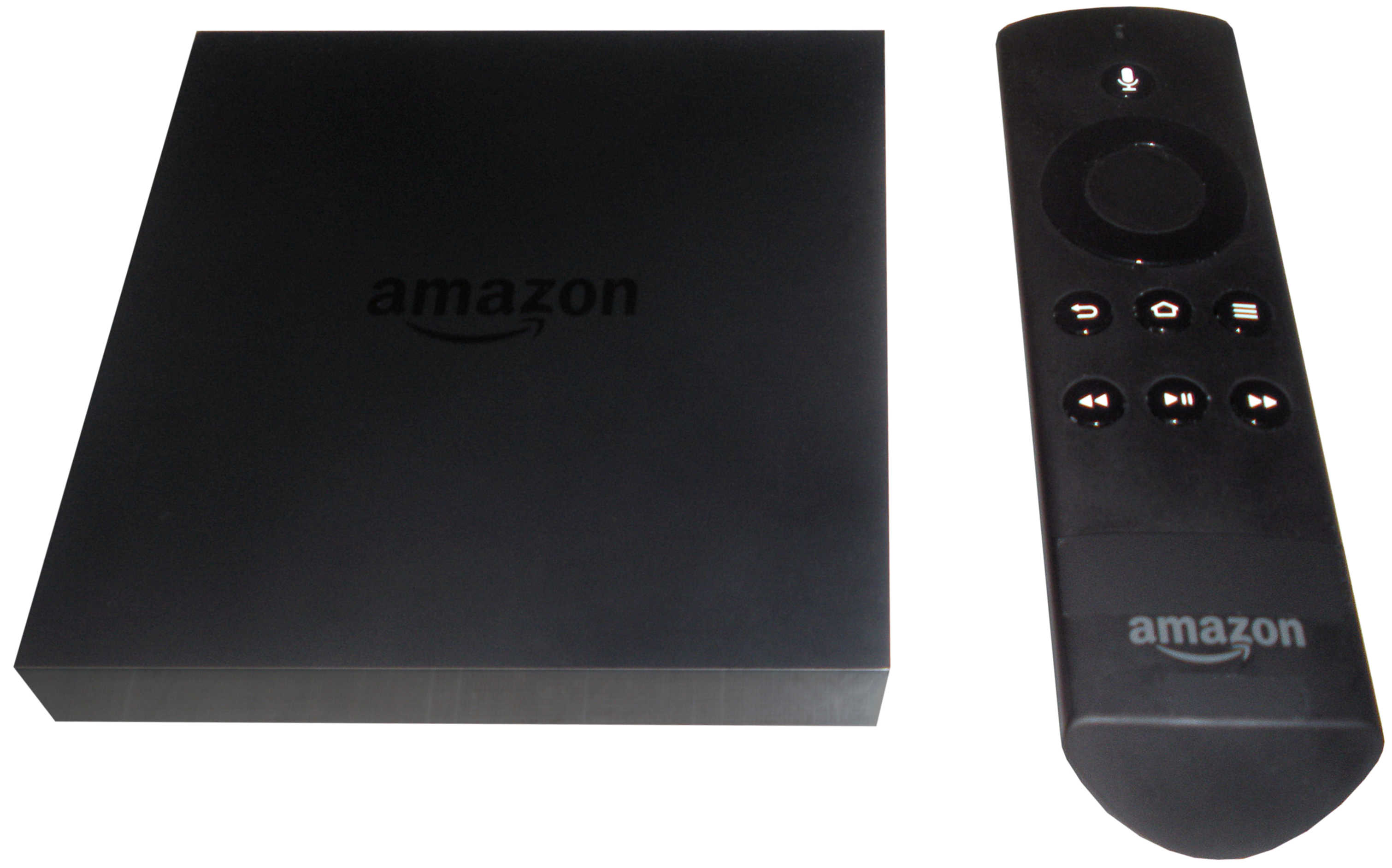
Amazon Fire TV с пультом управления

Amazon Fire TV — микроконсоль, созданная компанией Amazon в 2014-м году. Использует операционную систему Fire OS. Вместо геймпада использует пульт управления. Поддержка ещё не была прекращена, но на данный момент нет в России.

### PlayStation TV

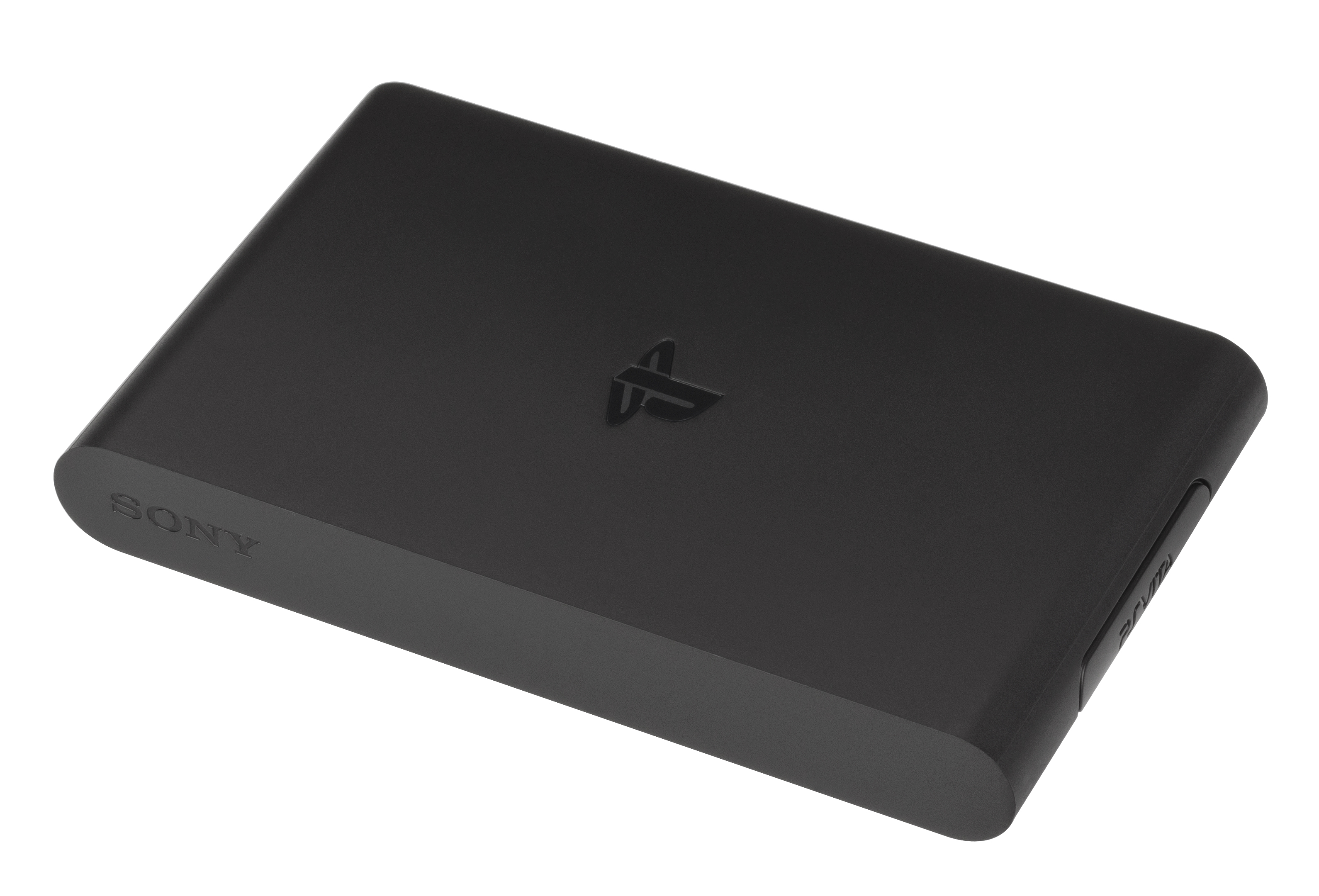
PlayStation TV

PlayStation TV (сокращ. PS TV) — микроконсоль, созданная компанией Sony Interactive Entertainment в 2013-м году. Как и PlayStation Vita использовала операционную систему Live Area. Имела совместимость с играми PSP, PSOne, PS minis а также с некоторыми играми PS Vita. Поддержка была прекращена в 2016-м году.